# Lawrence Joyce Kenney
Lawrence Joyce Kenney (* 30. August 1930 in New Rochelle, New York; † 30. August 1990) war ein US-amerikanischer römisch-katholischer Geistlicher und Weihbischof im US-amerikanischen Militärordinariat.

## Leben
Lawrence Joyce Kenney empfing am 2. Juni 1956 das Sakrament der Priesterweihe.
Am 25. März 1983 ernannte ihn der römisch-katholische Papst Johannes Paul II. zum Titularbischof von Hólar und zum Weihbischof im US-amerikanischen Militärordinariat. Der Erzbischof von New York, Terence Kardinal Cooke, spendete ihm am 10. Mai desselben Jahres die Bischofsweihe; Mitkonsekratoren waren der Koadjutor des US-amerikanischen Militärbischofs, Erzbischof John Joseph Thomas Ryan, und der Bischof von Providence, Louis Edward Gelineau.